# توماس كينغ (عالم فلك)
توماس كينغ (بالإنجليزية: Thomas King)‏ هو عالم فلك نيوزيلندي، ولد في 1858، وتوفي في 16 مارس 1916.